# Équipe de Grande-Bretagne masculine de kayak-polo
L'équipe de Grande-Bretagne de kayak-polo est l'équipe masculine qui représente la Grande-Bretagne dans les compétitions majeures de kayak-polo.
Elle est constituée par une sélection des meilleurs joueurs anglais.
Elle compte à son palmarès deux titres de champion du monde (en 2000 et 2002), un titre de vice-champion du monde (en 1998), un titre de champion d'Europe (1995) et cinq titres de vice-champion d'Europe (1993, 1997, 1999, 2001 et 2005).

## Joueurs actuels
Sélection pour les Championnats d'Europe de kayak-polo 2007
| Numéro | Nom               | Club | Date de naissance |
| ------ | ----------------- | ---- | ----------------- |
| 37     | Nick Archer       |      |                   |
| 18     | Thomas Baston     |      |                   |
| 13     | Daniel Bowles     |      |                   |
| 19     | Barny Connell     |      |                   |
| 20     | Peter Meakin      |      |                   |
| 33     | Stuart Moffit     |      |                   |
| 1      | Alan Vessey       |      |                   |
| 27     | Martyn Williamson |      |                   |

## Palmarès
Parcours aux championnats d'Europe
- 1995 : 1re
- 1997 : 2e
- 1999 : 2e
- 2001 : 2e
- 2003 : 3e
- 2005 : 2e
- 2007 : 5e
- 2009 : 3e
- 2011 : 3e

Parcours aux championnats du Monde
- 1994 : 3e
- 1996 : 5e
- 1998 : 2e
- 2000 : 1re
- 2002 : 1re
- 2004 : 3e
- 2006 : 5e
- 2008 : 6e
- 2010 : 9e

Parcours aux jeux mondiaux
- 2005 : 3e
- 2009 : Non qualifiée